# Albert Frank (Ingenieur)

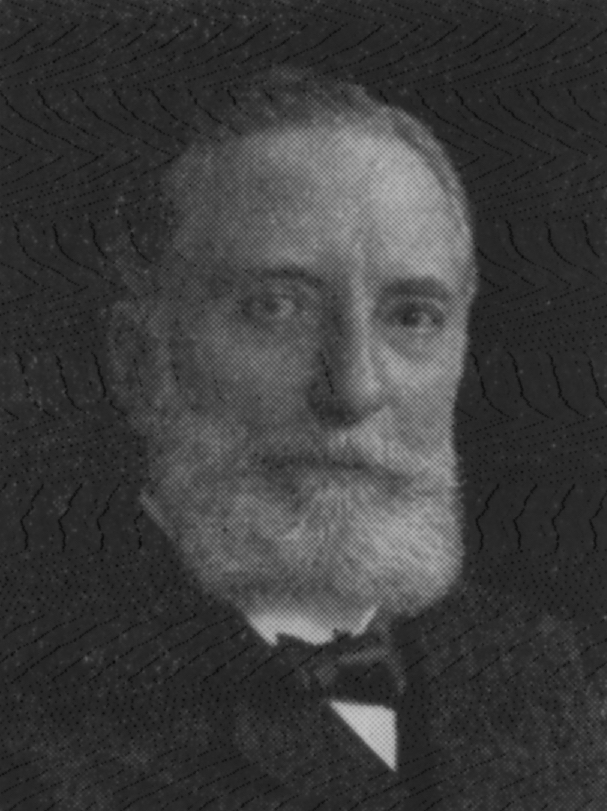
Albert Frank

Ludwig Albert Frank (* 19. Dezember 1841 in Lauenstein; † 20. November 1909 in Hannover) war ein deutscher Maschinenbau-Ingenieur und Hochschullehrer. Er lehrte von 1895 bis 1898 als Professor an der Technischen Hochschule Hannover und war zeitweise deren Rektor.

## Leben
Albert Frank studierte Maschinenbau an der Technischen Hochschule Hannover und wurde dort Mitglied des später nach Darmstadt verlegten Corps Obotritia. Nach Abschluss seines Studiums arbeitete er vom 1. März 1864 bis zum 15. Juli 1865 als Konstrukteur bei der Maschinenfabrik Georg Egestorff in Linden bei Hannover. Von 1865 bis 1871 war er Maschineningenieur bei der Hannoverschen Generaldirektion der Eisenbahnen und Telegraphen (ab 1866 Königliche Eisenbahndirektion Hannover) als Teil der Preußischen Staatseisenbahnen. Ab 1880 lehrte er als Professor für Eisenbahnwesen und Kinematik an der Technischen Hochschule Hannover. Von 1895 bis 1898 stand er der Hochschule als Rektor vor.
Frank starb im Herbst 1909. Sein Teilgebiet Eisenbahnmaschinenbau wurde bereits im April 1909 an Ludwig Troske übertragen.

## Auszeichnungen
- Geheimer Regierungsrat
- 1913: Ehrendoktorwürde der Technischen Hochschule Hannover (als Dr.-Ing. E. h.)

## Schriften
- Die Widerstände der Locomotiven und Eisenbahnzüge, der Wasser- und Kohlenverbrauch sowie der Effect der Locomotiven. In: Verein Deutscher Eisenbahnverwaltungen (Hrsg.): Organ für die Fortschritte des Eisenbahnwesens in technischer Beziehung, Band 38, Kreidel, Wiesbaden 1883 und 1886.
- Eisenbahn-Maschinenbau. 1890.
- Gedächtnisrede zur Feier des 100. Geburtstages Seiner Majestät des hochseligen Kaiser Wilhelms des Großen, gehalten am 22. März 1897 in der Königlichen Technischen Hochschule zu Hannover. Göhmann, 1897.
- Erinnerungen ernster und heiterer Art an den Eisenbahn-Betrieb im Kriege 1870/1871. Kreidel, 1899.
- Neuere Ermittlungen über die Widerstände der Lokomotiven und Bahnzüge mit besonderer Berücksichtigung großer Fahrgeschwindigkeiten. In: Zeitung des VDI, Jahrgang 1903, S. 460.
- Versuche zur Ermittelung des Luftwiderstandes, dessen Abhängigkeit von der Geschwindigkeit und der Gestalt der Körper. 1905.